# スリーピング・ウィズ・サイレンス
スリーピング・ウィズ・サイレンズ (Sleeping with Sirens) は、アメリカ合衆国フロリダ州オーランドにて結成されたポスト・ハードコアバンド。

## 現在のメンバー
- ケリン・クイン / Kellin Quinn - (ヴォーカル)
- ニック・マーティン / Nick Martin - (ギター)
- ジャスティン・ヒルズ  / Justin Hills - (ベース)
- マッティ・ベスト  / Matty Best - (ドラム)

## 旧メンバー
- ジェシー・ローソン / Jesse Lawson - (ギター)
- ゲイブ・バーハム / Gabe Barham - (ドラム)

元アタック・アタック!のボーカル、ニック・バラムは実の兄弟。
- ジャック・フォウラー / Jack Fowler - (リード・ギター)

Broadwayの元メンバー。

## 略歴
2009年に、「For All We Know」、「Broadway」、「We Are Defiance」、「When Statues Fall」らのメンバーが集まり結成。
2010年3月23日、デビューアルバム『With Ears to See and Eyes to Hear』をリリースし、ビルボードTop Heatseekersチャートにて、初登場7位を記録。
2011年5月10日、2ndアルバム『Let's Cheers to This』をリリースし、Billboard 200チャートにて初登場78位を記録。
2013年6月4日、3rdアルバム『Feel』をリリース。全英アルバムチャートで初登場36位、全米Billboard 200では初登場3位（インディペンデント・アルバム2位）を記録した。
2013年10月17日、ギタリストのJesse Lawsonが「家族や自分の次の音楽に集中する時期が来た」という理由で脱退した。後にNick Martinが加入。
2017年9月22日、アルバム『Gossip』でワーナー・ブラザースよりメジャーデビュー。
2019年6月19日、およそ2年振りとなるフルアルバム『How It Feels To Be Lost』を、9月6日にリリースすることを発表。また、それに先駆け新曲「Leave It All Behind」のミュージック・ビデオを公開、同曲のダウンロード販売も開始。
2019年9月2日、ドラマーのGabe Barhamが脱退を発表。

## ディスコグラフィー

### アルバム
| 年月日        | アルバムのタイトル                | レーベル             | チャート最高位 | チャート最高位 |
| 年月日        | アルバムのタイトル                | レーベル             | US             | UK             |
| ------------- | --------------------------------- | -------------------- | -------------- | -------------- |
| 2010年3月23日 | With Ears to See and Eyes to Hear | ライズ               | -              | -              |
| 2011年5月10日 | Let's Cheers to This              | ライズ               | 78位           | -              |
| 2013年5月31日 | Feel                              | ライズ               | 3位            | 36位           |
| 2015年3月13日 | Madness                           | エピタフ             | 13位           | 26位           |
| 2017年9月22日 | Gossip                            | ワーナー・ブラザース | 38位           | -              |
| 2019年9月6日  | How It Feels To Be Lost           | スメリアン           | -              | -              |

### ミニアルバム
| 年月日        | アルバムのタイトル                                 | レーベル | チャート最高位 | チャート最高位 |
| 年月日        | アルバムのタイトル                                 | レーベル | US             | UK             |
| ------------- | -------------------------------------------------- | -------- | -------------- | -------------- |
| 2012年6月26日 | If You Were A Movie, This Would Be Your Soundtrack | ライズ   | 17位           | -              |

### ライブアルバム
| 年月日       | アルバムのタイトル | レーベル |
| ------------ | ------------------ | -------- |
| 2016年4月8日 | Live and Unplugged | エピタフ |

### デジタルシングル
| 年月日         | タイトル                    | レーベル             |
| -------------- | --------------------------- | -------------------- |
| 2011年4月8日   | Do It Now Remember It Later | ライズ               |
| 2012年8月1日   | Dead Walker Texas Ranger    | ライズ               |
| 2013年5月21日  | Alone(feat. MGK)            | ライズ               |
| 2017年10月27日 | Live & Acoustic from NYC    | ワーナー・ブラザース |